# جون بيل بيشوب
جون بيل بيشوب (بالإنجليزية: John Peale Bishop)‏ (21 مايو 1892، فيرجينيا الغربية في الولايات المتحدة - 4 أبريل 1944)؛ كاتِب ومؤلِّف، شاعر وروائي أمريكي. درس في جامعة برنستون.

## روابط خارجية
- جون بيل بيشوب على موقع الموسوعة البريطانية (الإنجليزية)